# Jan van Eijden
Jan van Eijden (Bad Neuenahr-Ahrweiler, Renània-Palatinat, 15 de febrer de 1970) va ser un ciclista alemany especialista en la pista. Guanyador de quatre medalles als Campionats del Món de Ciclisme en pista, dues d'elles d'or.
Durant la disputa dels Campionats del món de 1999, va ser exclòs per uns alts nivells d'hematòcrit.

## Palmarès
- 1994
  -  Campió del món júnior en Quilòmetre Contrarellotge
- 1995
  -  Campió del món de velocitat per equips (amb Michael Hübner i Jens Fiedler)
- 1996
  -  Campió d'Alemanya en velocitat per equips
- 1997
  -  Campió d'Europa sub-23 en Velocitat
  -  Campió d'Alemanya en velocitat per equips
- 1998
  -  Campió d'Alemanya en velocitat per equips
- 1999
  -  Campió d'Alemanya en velocitat per equips
- 2000
  -  Campió del món de velocitat
  -  Campió d'Alemanya en velocitat per equips
  -  Campió d'Alemanya en velocitat
- 2004
  -  Campió d'Alemanya en velocitat

### Resultats a laCopa del Món
- 1998
  - 1r a Victoria, en Velocitat per equips
- 1999
  - 1r a la Classificació general i a la prova de Ciutat de Mèxic, en Velocitat
- 2000
  - 1r a Moscou, en Keirin
- 2004-2005
  - 1r a Moscou, en Velocitat per equips